# Capel (Surrey)
Capel – wieś w Anglii, w hrabstwie Surrey, w dystrykcie Mole Valley. Leży 42 km na południe od centrum Londynu.